# 許立志
許立志 （しう りっし、簡体字：许立志、1990年7月18日 - 2014年9月30日）は中国の工員、詩人。フォックスコンの社員。自殺後にメディアの注目を集めた。その後、彼の友人は彼の詩集を出版した。